# Temperatură efectivă
Temperatura efectivă pentru un corp ceresc ca o stea sau o planetă este temperatura unui corp negru care ar emite aceeași cantitate totală de radiații electromagnetice.  Temperatura efectivă este folosită adesea pentru estimarea temperaturii unui corp când curba acestuia de emisivitate (ca o funcție de lungime de undă) nu este cunoscută. 